# Амір Хоссейн Садеґі
Амір Хоссейн Садеґі (перс. امیرحسین صادقی, нар. 6 вересня 1981, Тегеран) — іранський футболіст, захисник клубу «Естеглал» та національної збірної Ірану.

## Клубна кар'єра
У дорослому футболі дебютував 2000 року виступами за команду клубу «Естеглал» (Ахваз), в якій провів п'ять сезонів, взявши участь у 38 матчах чемпіонату. 
Надалі грав за тегеранський «Естеглал», виступи за який переривалися грою за «Мес» протягом 2008—2009 років та за «Трактор Сазі» в сезоні 2011/12.

## Виступи за збірну
2005 року дебютував в офіційних матчах у складі національної збірної Ірану. Наразі провів у формі головної команди країни 17 матчів, забивши 1 гол.
У складі збірної був учасником чемпіонату світу 2006 року у Німеччині та розіграшу кубка Азії з футболу 2007 року.